# Рийз Уидърспун
Лора Джийн Рийз Уидърспун (на английски: Laura Jeane Reese Witherspoon, на английски фамилията се изговаря по-близко до Уидърспуун) е американска актриса, носителка на Оскар за най-добра женска роля във филма „Да преминеш границата“ (2005).  Тя е най-високо платената актриса в Холивуд. Уидърспун придобива известност в началото на 90-те. Актрисата участва в благотворителни акции и е рекламно лице на козметичната компания „Ейвън“.

## Биография
Повратната точка в кариерата ѝ е комедията „Професия блондинка“ (Legally Blonde (2001), която става касов хит. Първият филм на Рийз обаче е „The Man in The Moon“ (1991). Тогава тя е едва на 16, но печели заслужено вниманието на критиците и е определена за една от най-добрите млади актриси. Следват роли във „Страх“ (1996), където играе с Марк Уолбърг, „Freeway“ с Кийфър Съдърланд, „Плезънтвил“ (1998) с Тоби Магуайър, но след като участва във „Election“ (1999), тя заслужено получава номинация за Златен глобус и е наредена под #45 на най-великите роли в киното според „Premiere Magazine“ (100 greatest movie performances by Premiere). През същата година участва в драматичния филм „Секс игри“, в който си партнира със Сара Мишел Гелар. В „Cruel Intentions“ среща бъдещия си съпруг Райън Филип (разведени от 2007) и най-добрата си приятелка Селма Блеър, с която си партнират в „Професия блондинка“.
Един от най-добрите филми на Рийз е „Сватбен сезон“, който е и филмът ѝ с най-големи приходи. През 2004 г. участва във „Vanity Fair“ – изключителна роля за нея, преобразила се в съвсем различно общество и век. През 2005 г. идва най-добрият филм на Уидърспуун – „Да преминеш границата“. В него тя не само пее, но и играе любимата на кънтри краля Джони Кеш. Героинята ѝ на Джун Картър получава куп награди, а филмът донася приходи от 200 млн. в САЩ. Рийз се завръща в комедията през 2005 г. отново с романтичната комедия „Just Like Heaven“, където играе работохоличка, претърпяла катастрофа и превърнала се в дух. Следва силна и тежка роля в „Извличане“ с настоящия си партньор Джейк Джиленхаал. „Четири Коледи“ е един от най-новите ѝ филми.
Рийз Уидърспуун има над 36 филма в кариерата си, две деца – Ава и Дийкън от бившия си съпруг и много награди. Малко известен факт е, че е отказвала роли в „Писък“ и „Знам какво направи миналото лято“.
Рийз е била един от изборите на Клинт Ийстуд за главната роля в „Подмяната“, но накрая е избрана Анджелина Джоли. През 2010 г. излиза „Как да разбера“, в който тя е в главната роля. В него си партнира с Оуен Уилсън, Джак Никълсън и Пол Руд. През 2011 г. по екраните излиза филма „Вода за слонове“. Там си партнира с Робърт Патинсън и с носителя на Оскар Кристофър Лътз.

## Филмография
| Година | Филм                            | Оригинално заглавие                   | Роля                           | Бележки |
| ------ | ------------------------------- | ------------------------------------- | ------------------------------ | --- |
| 1991   | Човекът от луната               | The Man in the Moon                   | Дани Трент                     | |
| 1991   |                                 | Wildflower                            | Ели Пъркинс                    | |
| 1992   |                                 | Desperate Choices: To Save My Child   | Каси                           | |
| 1993   | Далеч в пустинята               | A Far Off Place                       | Нони Паркър                    | |
| 1993   | Джак мечока                     | Jack the Bear                         | Карън Морис                    | |
| 1994   |                                 | S.F.W.                                | Уенди Пфистър                  | |
| 1996   |                                 | Freeway                               | Ванеса Луц                     | |
| 1996   | Страх                           | Fear                                  | Никол Уокър                    | |
| 1998   | Здрач                           | Twilight                              | Мел Еймс                       | |
| 1998   | Нощна пратка                    | Overnight Delivery                    | Айви Милър                     | |
| 1998   | Плезънтвил                      | Pleasantville                         | Дженифър / Мери Сю             | |
| 1999   | Секс игри                       | Cruel Intentions                      | Анет Харгроув                  | |
| 1999   | Съперници                       | Election                              | Трейси Флик                    | - номинация – Златен глобус за най-добра актриса в мюзикъл или комедия. - номинация – Сателит за най-добра актриса в мюзикъл или комедия. |
| 1999   | Перфектен план                  | Best Laid Plans                       | Лиса                           | |
| 2000   | Малкият Ники                    | Little Nicky                          | Холи                           | |
| 2000   | Американски психар              | American Psycho                       | Евелин Уилямс                  | |
| 2001   |                                 | The Trumpet of the Swan               | Серена (глас)                  | анимационен филм |
| 2001   | Професия блондинка              | Legally Blonde                        | Ел Удс                         | - номинация – Златен глобус за най-добра актриса в мюзикъл или комедия. - номинация – Сателит за най-добра актриса в мюзикъл или комедия. |
| 2002   | Колко е важно да бъдеш сериозен | The Importance of Being Earnest       | Сесили Кардю                   | |
| 2002   | Сватбен сезон                   | Sweet Home Alabama                    | Мелани Кармайкъл               | |
| 2003   | Професия блондинка 2            | Legally Blonde 2: Red, White & Blonde | Ел Удс                         | също изпълнителен продуцент |
| 2004   | Панаир на суетата               | Vanity Fair                           | Беки Шарп                      | |
| 2005   | Да преминеш границата           | Walk the Line                         | Джун Картър Кеш                | - Оскар за най-добра женска роля. - Награда на БАФТА за най-добра актриса в главна роля. - Златен глобус за най-добра актриса в мюзикъл или комедия. - Сателит за най-добра актриса в мюзикъл или комедия. - номинация – Емпайър за най-добра актриса. |
| 2005   | Истина ли е...                  | Just Like Heaven                      | Елизабет Мастерсън             | |
| 2006   | Пенелопа                        | Penelope                              | Ани                            | също продуцент |
| 2007   | Извличане                       | Rendition                             | Изабела                        | |
| 2008   | Четири Коледи                   | Four Christmases                      | Кейт                           | също продуцент |
| 2009   | Чудовища срещу извънземни       | Monsters vs. Aliens                   | Сюзан Мърфи / Гигантина (глас) | анимационен филм |
| 2010   | Как да разбера                  | How Do You Know                       | Лиса                           | |
| 2011   | Вода за слонове                 | Water for Elephants                   | Марлина Розенблът              | |
| 2012   | Шпионски свалки                 | This Means War                        | Лорън Скот                     | |
| 2012   | Мъд                             | Mud                                   | Джунипър                       | |
| 2013   |                                 | Devil's Knot                          | Пам Хобс                       | |
| 2014   | Моето приключение в дивото      | Wild                                  | Черил Стрейд                   | - номинация – Оскар за най-добра женска роля. - номинация – Награда на БАФТА за най-добра актриса в главна роля. - номинация – Златен глобус за най-добра актриса в драматичен филм. - номинация – Сателит за най-добра актриса.                       |
| 2014   |                                 | The Good Lie                          | Кери                           | |
| 2014   |                                 | Inherent Vice                         | Пени Кимбол                    | |
| 2015   | Гореща гонка                    | Hot Pursuit                           | Купър                          | |